# Guttaperka

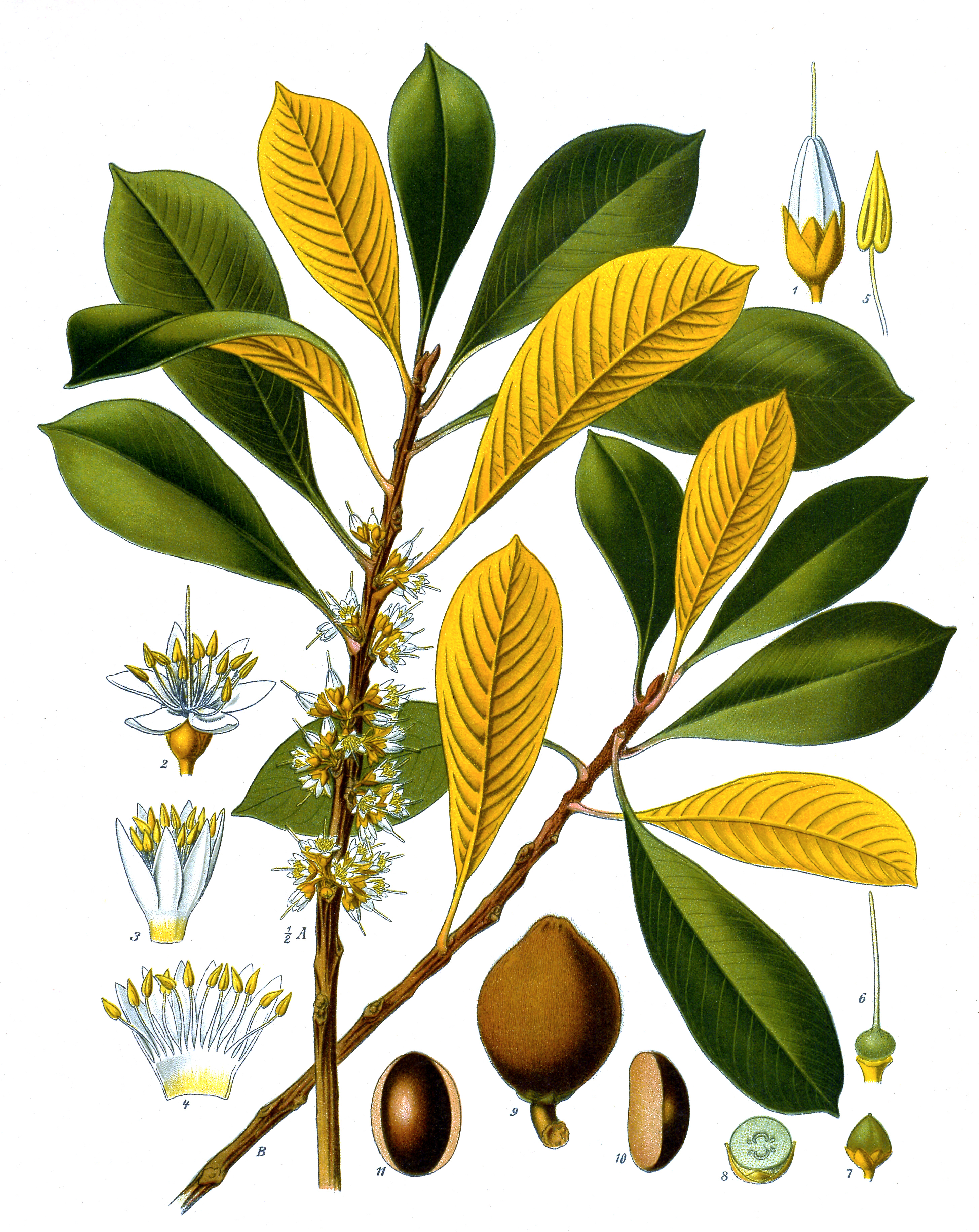
Palaquium gutta

Guttaperka är ett gummiliknande material, som tillverkas av latex från stora träd, huvudsakligen guttaperkaträdet, Isonandra gutta = Palaquium gutta . Se vidare under "Användning" nedan.
Guttaperka blev känt i Europa först 1820 men hade använts i Ostindien flera hundra år tidigare. Vulkaniseringsprocessen (se nedan) uppfanns i Nordamerika 1839 och kom till Europa 1842.

## Guttaperkaträdet
Guttaperka är ett stort träd, hemmahörande i den indonesiska övärlden. Trädets namn är på malajiska Gutha gum Pertja  eller Getah Pertja . Guttaperka kan utvinnas även från flera närliggande arter av ordningen Sapotaceæ , såsom:
- Bassia sericea
- Ceratophorus Leersii (Sumatra)
- Cocosmarmaphyllos (Java)
- Palaquium borneense (Borneo)
- Poblongifolium payena Lersii
- Sideroxylon attenuatum (Filippinerna)

med flera.

## Framställning
Mjölksaft (latex) skattas på liknande sätt som vid gummiträd, men i guttaperkafallet borrar man sig vanligen in till trädets ved. (Vid tappning av gummiträd skär man skåror i barken.) Det har förekommit att man först fäller träden, och sedan utvinner latexen, men det innebär skövling till men för återväxten.
Latexen kokas, varvid rå guttaperka i form av ganska hårda gråbruna klumpar om 10 à 15 kg erhålles. Inuti klumparna är färgen marmorerad i olika gråbrunröda nyanser. Råguttaperkan mjukas genom uppvärmning varefter föroreningar avlägsnas genom knådning. Tunna skivor har konsistens ungefär som läder. Töjningen hos dessa skivor är låg varför de har använts för tillverkning av drivremmar för remdrivna maskiner. Ett annat användningsområde är skosulor och galoscher.
Materialet är ganska böjligt vid 25 °C och börjar mjukna vid 45 °C. Det blir plastiskt vid 55 à 60 °C och kan då pressgjutas till vilka former som helst. Guttaperkan oxideras lätt av luftens syre, särskilt i solljus, och omvandlas då till harts och blir spröd. Förvarad mörkt och nedsänkt i vatten håller den sig i flera år.
Kemiskt är guttaperka transpolyisopren och transisomer till naturgummi. Kemiska formeln är oviss. En källa säger C30H48, guttakolhydrat som huvudsaklig beståndsdel; en annan källa uppger C20H32.
I ren form bildar ämnet små kristaller, som i luft oxideras brunrött. Ur råguttaperka kan ett antal kristallina albaner och fluoviler extraheras med etanol.
Efter en extra reningsprocess genom lösning i kloroform eller koldisulfid, filtrering och indunstning erhålles en vit produkt, guttapercha alba som i varje fall på 1800-talet var upptagen i Svenska farmakopén som medel för fyllning av hål i tänderna (tandkitt).
Vanlig guttaperka löst i kloroform kallas traumaticin och kan penslas på småsår som en tillfällig hud medan såret läks.
Guttaperka kan ges förbättrade mekaniska egenskaper genom vulkanisering på samma sätt som görs med gummi. Vulkaniseringen innebär att man under uppvärmning åstadkommer en kemisk förening med svavel. Härvid används 10–16 % svavel, men bara en del blir kemiskt bundet. Överskottet kan återvinnas genom utlakning med natronlut.
Vid ökning av svaveltillsatsen ända till 40 % à 50 % och förhöjd vulkningstemperatur får man ebonit, hårdgummi. Ebonit är helt olösligt i de vanligare lösningsmedlen.

## Egenskaper
| Densitet                | 0,945 (flyter i vatten)                                       |
| Smältpunkt              | 95 °C                                                         |
| Draghållfasthet         | 41,4 MN/m²                                                    |
| Olöslig i               | vatten                                                        |
| Något löslig i          | etanol, eter, kokande olivolja                                |
| Lättlöslig i            | kloroform, koldisulfid, varm bensin, terpentinolja, petroleum |
| Resistivitet            | 50 000 Mohm/cm²                                               |
| Dielektricitetsfaktor   | ε = 3,0                                                       |
| Dielektrisk hållfasthet | 110 kV/cm                                                     |

## Användning
Guttaperka är ett material som används för att fylla ut rotkanalerna i en tand efter rotfyllning. De fysiska och kemiska egenskaperna, bland annat dess inerta egenskaper och biokompatibilitet, smältpunkt och duktilitet har gett materialet en betydande roll inom endodontin.
Guttaperka som fast kärnmaterial i kombination med cement/sealer är den klart mest använda rotfyllningsmetoden.
Guttaperka i kombination med hartskloroform utnyttjas i mindre än en fjärdedel.
Det har utmärkta isolerande egenskaper och har därför bland annat använts som isolation i sjökablar. 
I golfspelets barndom ingick guttaperka (numera ersatt av gummi) i bollarna "Guttie-balls".
Små bollar som studsar bra såldes och användes under namnet guttaperkabollar under 1900-talet, särskilt under 1950-- och 60-talen.